# Красноје
Красноје (укр. Красне и рус. Красное) је град у Придњестровљу.